# Породична сала Беле куће
Породична сала Беле куће је мали биоскоп који се налази у Белој кући за употребу председника и његове породице. Првобитно у Белој кући није било места посебно за приказивање филмова, па је садашње место претворено из гардеробера 1942. Може да прими до 42 особе.

## Историја
Породично позориште Беле куће налази се у Источном крилу Беле куће. Први филм приказан у Белој кући био је Рођење нације из 1915. године; међутим, прве пројекције филмова одвијале су се у главној згради, јер је објекту недостајао наменски биоскоп. Првобитни гардеробер познат као „Кутија за шешире“, претворен је у садашњу употребу 1942. по наређењу Френклина Рузвелта.
Традиционално, амерички студији стављају своје филмове на располагање Белој кући на захтев, директно или преко Америчке филмске асоцијације. Пројекција у Породичној сали  у Белој кући се сматра вредним маркетиншким алатом од стране студија, а током 1980-их, филмска индустрија је финансирала реновирање објекта, што је додало седење на терасама и друге погодности. За време мандата Џорџа Буша старијег, објекат је преуређен у „црвену филмску палату“. Поред пројекције филмова, председници су позориште користили и за увежбавање говора.

### Приказани филмови
Џими Картер је гледао више филмова у Породичној сали Беле куће него било која друга особа, пошто је погледао 480 филмова у тој установи током свог четворогодишњег мандата почевши од филма Сви председникови људи. Према листи филмских пројекција добијеној на основу захтева Закона о слободи информација, први филм који је Бил Клинтон погледао у Породичном позоришту у Белој кући било је Лорензово уље 27. јануара 1993. Последњи одгледани филм био је Чоколада 6. јануара 2001.
У марту 2010. у Породичној сали Беле куће приказана је серија Пацифик. Председнику Обами, члановима Конгреса, Здруженом комитету начелника штабова, ветеранима иностраних ратова (ВФВ) и Меморијалу Жена у војној служби за Америку придружили су се продуценти Стивен Спилберг и Том Хенкс како би гледали први сат серије.
Први филм приказан за време мандата Доналда Трампа био је У потрази за Дори. Трамп је такође у више наврата приказао Булевар сумрака, један од његових омиљених филмова. Председник Трамп је такође приказао филм Џокер 16. новембра 2019. недуго након објављивања филма, а објављено је да је веома уживао у филму и сматрао га интригантним.